# Ludmiła Kalinczyk
Ludmiła Hieorhijeuna Kalinczyk (biał.: Людміла Георгіеўна Калінчык; ros.: Людмила Георгиевна Калинчик, Ludmiła Gieorgijewna Kalinczik; ur. 23 lipca 1982 w Borysowie) – białoruska biathlonistka, dwukrotna medalistka mistrzostw świata.

## Kariera
W Pucharze Świata zadebiutowała 11 grudnia 2003 roku w Hochfilzen, zajmując 59. miejsce w sprincie. Pierwsze punkty zdobyła 15 marca 2007 roku w Chanty-Mansyjsku, zajmując 27. miejsce w tej samej konkurencji. Nigdy nie stanęła na podium zawodów pucharowych, najwyższą lokatę wywalczyła 18 marca 2010 roku w Oslo, kończąc rywalizację w sprincie na piątej pozycji. Najlepsze wyniki osiągnęła w sezonie 2009/2010, kiedy zajęła 27. miejsce w klasyfikacji generalnej.
Podczas mistrzostw świata w Östersund w 2008 roku razem z Darją Domraczewą, Rustam Waliullinem i Siarhiejem Nowikauem zdobyła srebrny medal w sztafecie mieszanej. Na rozgrywanych trzy lata później mistrzostwach świata w Chanty-Mansyjsku wspólnie z Nadieżdą Pisariewą, Darją Domraczewą i Nadieżdą Skardino zdobyła brązowy medal w sztafecie. Była też między innymi czwarta w sztafecie podczas mistrzostw świata w Pjongczangu w 2009 roku i mistrzostw świata w Ruhpolding dwa lata później.
W 2010 roku wystartowała igrzyskach olimpijskich w Vancouver, zajmując między innymi dziewiąte miejsce w biegu indywidualnym i siódme w sztafecie. Brała też udział w rozgrywanych cztery lata później igrzyskach w Soczi, gdzie w konkurencjach indywidualnych plasowała się w trzeciej i czwartej dziesiątce, w sztafecie kobiet była piąta, a w sztafecie mieszanej zajęła dziesiąte miejsce.

## Osiągnięcia

### Igrzyska olimpijskie
| Rok  | Miejscowość | Konkurencje | Konkurencje | Konkurencje | Konkurencje | Konkurencje | Konkurencje | Konkurencje |
| Rok  | Miejscowość | IN          | SP          | PU          | MS          | RL          | MR          | SR          |
| ---- | ----------- | ----------- | ----------- | ----------- | ----------- | ----------- | ----------- | ----------- |
| 2010 | Vancouver   | 9.          | 16.         | 13.         | 17.         | 7.          | nd.         | –           |
| 2014 | Soczi       | 25.         | 37.         | 33.         | –           | 4.          | 10.         | –           |

### Mistrzostwa świata
| Rok  | Miejscowość     | Konkurencje | Konkurencje | Konkurencje | Konkurencje | Konkurencje | Konkurencje | Konkurencje |
| Rok  | Miejscowość     | IN          | SP          | PU          | MS          | RL          | MR          | SR          |
| ---- | --------------- | ----------- | ----------- | ----------- | ----------- | ----------- | ----------- | ----------- |
| 2007 | Anterselva      | –           | 55.         | 47.         | –           | –           | –           | –           |
| 2008 | Östersund       | 30.         | 36.         | 40.         | –           | 5.          | 2.          | –           |
| 2009 | Pjongczang      | –           | 54.         | 50.         | –           | 4.          | –           | –           |
| 2011 | Chanty-Mansyjsk | 56.         | 50.         | DNF         | –           | 3.          | 9.          | –           |
| 2012 | Ruhpolding      | –           | 28.         | 30.         | –           | 4.          | –           | –           |
| 2013 | Nové Město      | 31.         | 48.         | 36.         | –           | 7.          | –           | –           |

### Mistrzostwa świata juniorów
| Rok  | Miejscowość     | Konkurencje | Konkurencje | Konkurencje | Konkurencje | Konkurencje | Konkurencje | Konkurencje |
| Rok  | Miejscowość     | IN          | SP          | PU          | MS          | RL          | MR          | SR          |
| ---- | --------------- | ----------- | ----------- | ----------- | ----------- | ----------- | ----------- | ----------- |
| 2000 | Hochfilzen      | 34.         | 46.         | 40.         | nd.         | –           | nd.         | –           |
| 2001 | Chanty-Mansyjsk | 43.         | 13.         | 22.         | nd.         | 4.          | nd.         | –           |
| 2002 | Ridnaun         | 18.         | 20.         | 40.         | nd.         | 5.          | nd.         | –           |
| 2003 | Kościelisko     | 38.         | –           | –           | nd.         | 5.          | nd.         | –           |

### Puchar Świata

#### Miejsca w klasyfikacji generalnej
| Sezon     | Miejsce |
| --------- | ------- |
| 2003/2004 | -       |
| 2004/2005 | -       |
| 2005/2006 | -       |
| 2006/2007 | 76.     |
| 2007/2008 | 62.     |
| 2008/2009 | 72.     |
| 2009/2010 | 27.     |
| 2010/2011 | 38.     |
| 2011/2012 | 42.     |
| 2012/2013 | 53.     |
| 2013/2014 | 41.     |

#### Miejsce na podium w zawodach drużynowych
| Nr | Dzień       | Rok  | Miejscowość     | Konkurencja       | Loc. | Strzelanie | Czas biegu | Strata  | Zwycięzca |
| -- | ----------- | ---- | --------------- | ----------------- | ---- | ---------- | ---------- | ------- | --------- |
| 1. | 12 lutego   | 2008 | Östersund       | Sztafeta mieszana | 2    | 0+4        | 1:13:13,1  | +52,6   | Niemcy    |
| 2. | 6 stycznia  | 2011 | Oberhof         | Sztafeta 4 x 6 km | 3    | 1+13       | 1:19:24,5  | +1:31,4 | Szwecja   |
| 3. | 13 marca    | 2011 | Chanty-Mansyjsk | Sztafeta 4 x 6 km | 3    | 1+6        | 1:15:18,5  | +1:47,4 | Niemcy    |
| 4. | 19 stycznia | 2012 | Rasen-Antholz   | Sztafeta 4 x 6 km | 2    | 0+10       | 1:17:09,0  | +2,5    | Francja   |